# Ambazac
Ambazac település Franciaországban, Haute-Vienne megyében. Lakosainak száma 5565 fő (2022. január 1.). Ambazac Bonnac-la-Côte, Rilhac-Rancon, Saint-Laurent-les-Églises, Saint-Léger-la-Montagne, Saint-Martin-Terressus, Saint-Priest-Taurion és Saint-Sylvestre községekkel határos.

## Népesség
A település népességének változása:
| Lakosok száma | 5617 | 5639 | 5726 | 5667 | 5630 | 5593 | 5556 | 5558 | 5565 |
|               | 2013 | 2015 | 2016 | 2017 | 2018 | 2019 | 2020 | 2021 | 2022 |